# Dorris
Dorris is een plaats (city) in de Amerikaanse staat Californië, en valt bestuurlijk gezien onder Siskiyou County.

## Demografie
Bij de volkstelling in 2000 werd het aantal inwoners vastgesteld op 886.
In 2006 is het aantal inwoners door het United States Census Bureau geschat op 855, een daling van 31 (-3,5%).

## Geografie
Volgens het United States Census Bureau beslaat de plaats een oppervlakte van
1,9 km², geheel bestaande uit land. Dorris ligt op ongeveer 1294 m boven zeeniveau.

## Plaatsen in de nabije omgeving
De onderstaande figuur toont nabijgelegen plaatsen in een straal van 40 km rond Dorris.